# Харлех (замок)
Харлех (англ. Harlech)  — средневековый замок в округе Гуинет в Уэльсе, Великобритания. Он был построен  Эдуардом I во время его вторжения в Уэльс между 1282 и 1289 гг.

## История замка
Харлех — один из замков, построенных королём Эдуардом I для усиления влияния Англии в Уэльсе. Замок расположен на высоком приморском утесе. С одной стороны его защищала скала, а с другой — глубокий ров. Известно имя зодчего — Джеймс из Сент-Джорджа. Он лично контролировал строительные работы, которые продолжались семь лет с 1283 по 1290 год.
Харлех выдержал осаду Мадог ап Лливелина между 1294—1295 гг., а также играл ключевую роль в последнем крупном восстании валлийцев, предводителем которого был Оуайн Глиндур. В 1404 году после продолжительной осады Глиндур захватил замок, и на пять лет Харлех превратился в его личную резиденцию и в главный штаб повстанцев. В 1409 году английские войска под предводительством принца Уэльского (будущего короля Генриха V) отбили замок. Оуайну Глиндуру удалось бежать, но вся его семья попала в плен. Падение Харлеха стало, по сути, началом конца восстания валлийцев. Во время Войны Алой и Белой розы Харлех удерживался  Ланкастерами в течение семи лет, пока в 1468 году войска Йорков не принудили его к сдаче. Эта осада увековечена в песни «Men of Harlech». В середине XVII века, во время Английской революции, Харлех был последней цитаделью роялистов. Захват замка сторонниками парламента ознаменовал собой конец войны. В настоящее время замок принадлежит Cadw.

## Архитектура
Замок имеет концентрическое строение, c двумя линиями защиты, состоящих из внутренней и внешний стены. Первоначально внешняя стена была несколько выше, чем сегодня. Харлех построен из местного серо-зеленого песчаника, используемого для башен и стен. Более мягкий, желтый песчанник, использован для различной декоративной отделки замка, вероятно добытый вокруг аббатства Эгрин около Бармута.
Особенностью замка является массивный торхаус.

## Галерея

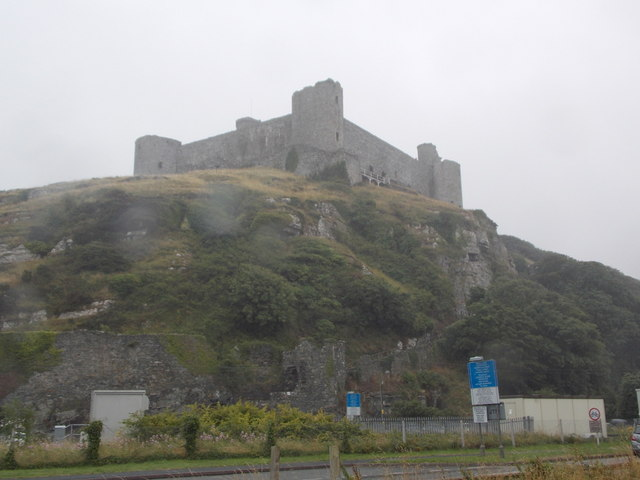
Вид с северо-западного утеса
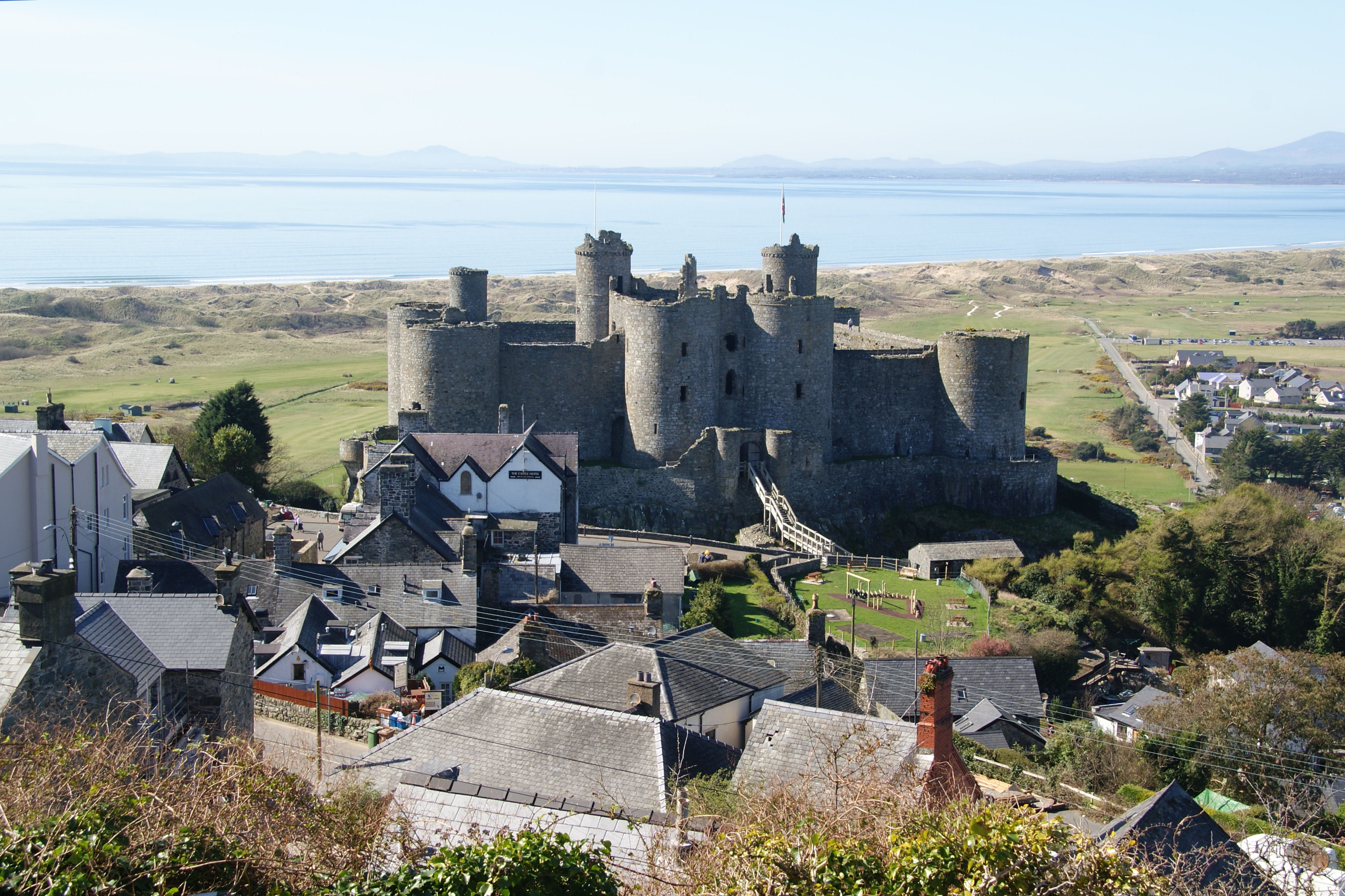
Вид с высоты птичьего полёта на замок и примыкающую деревню
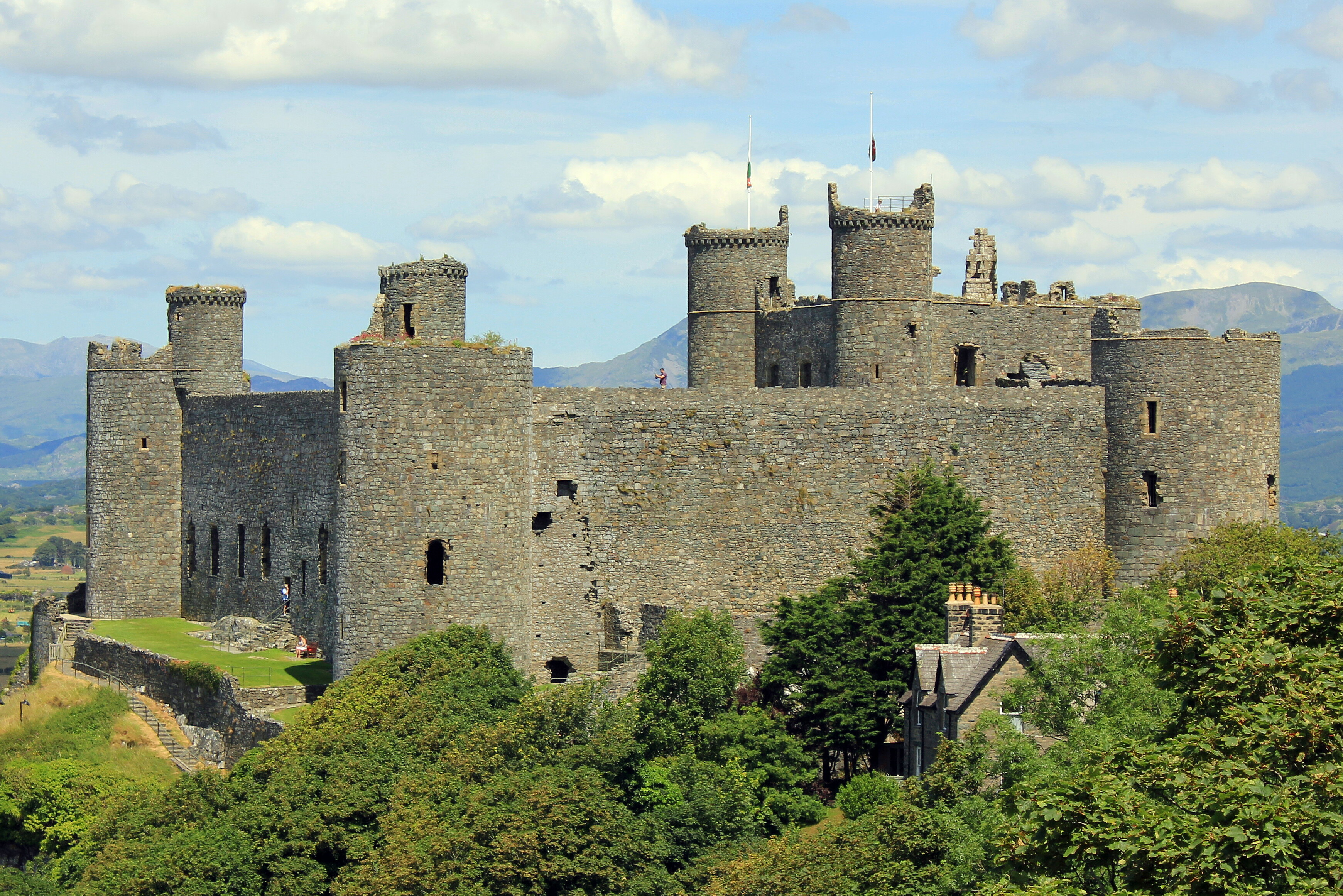
Вид на стены замка
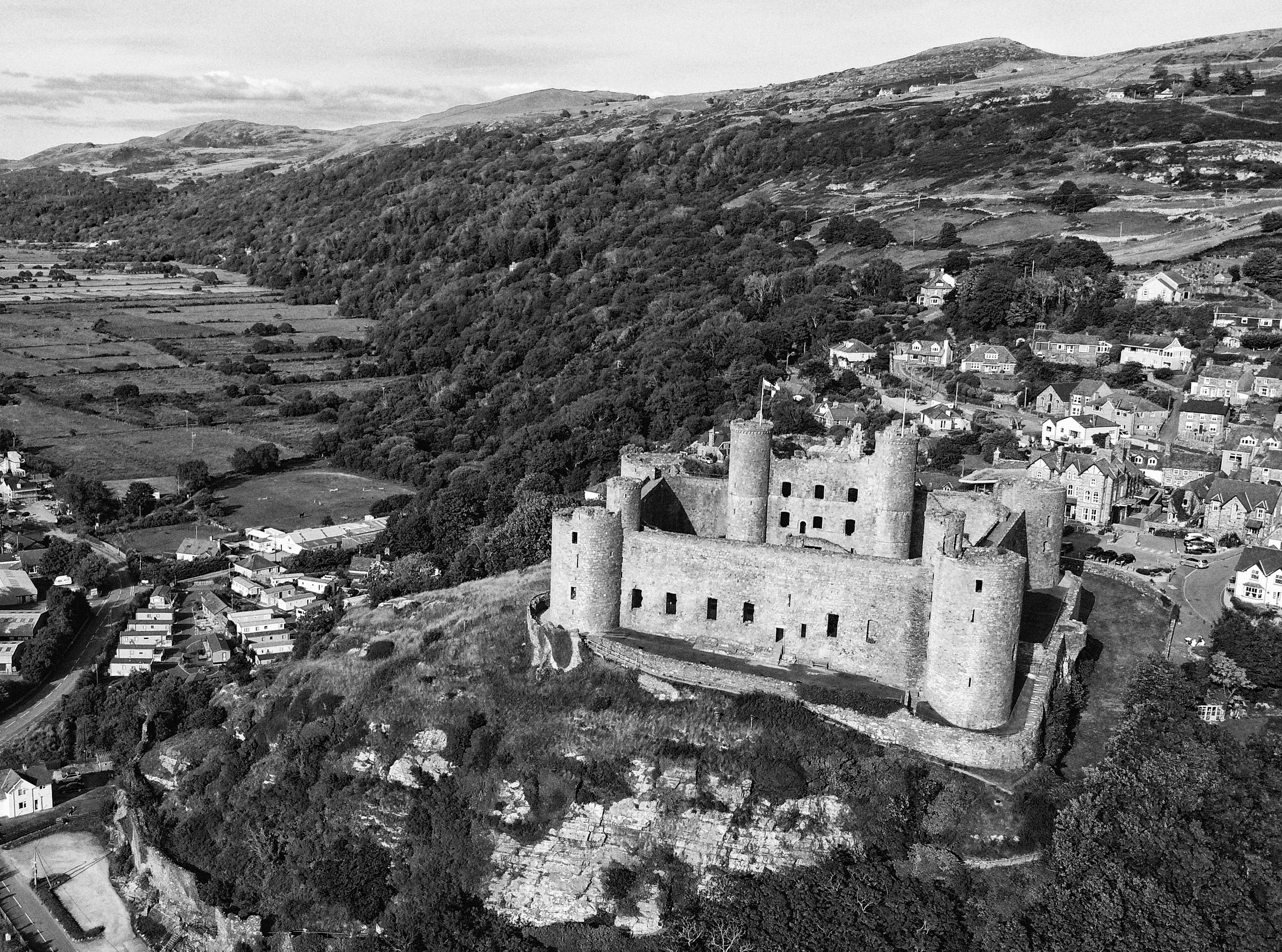
Вид с гор
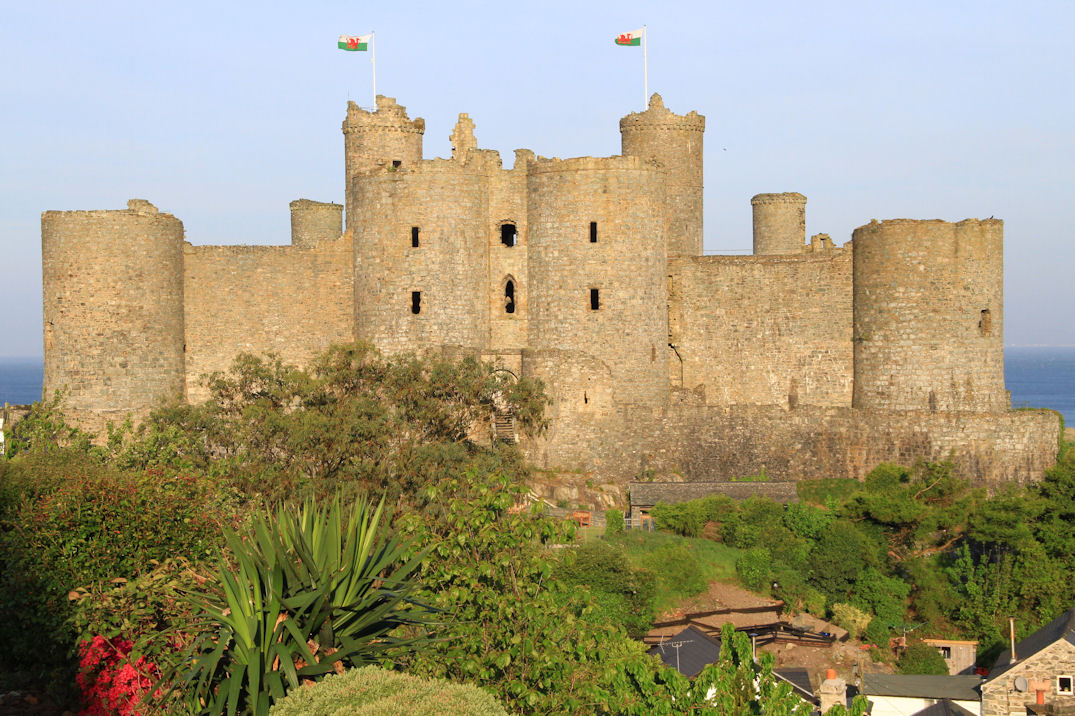
Вид с улицы
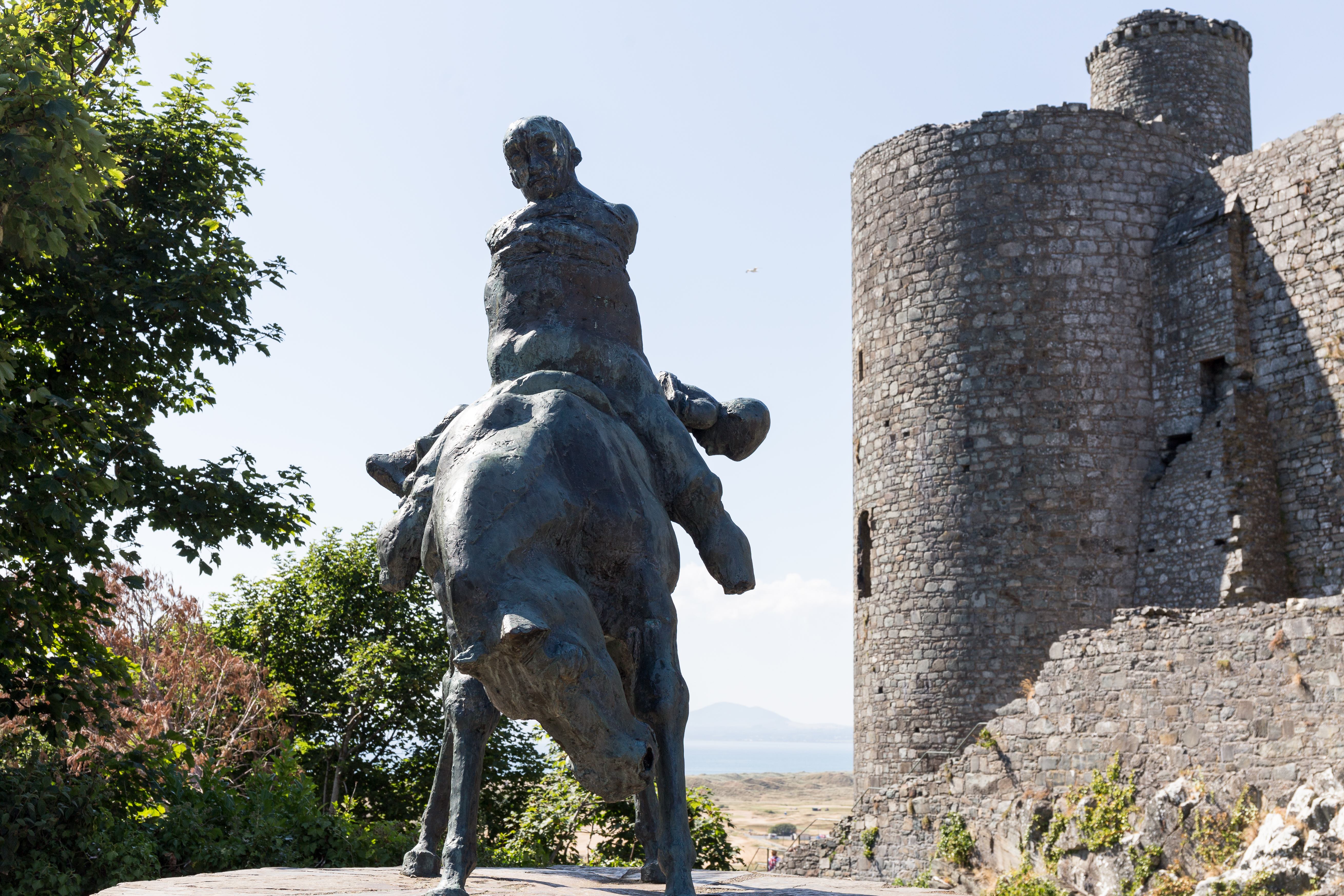
Скульптура Двух Королей
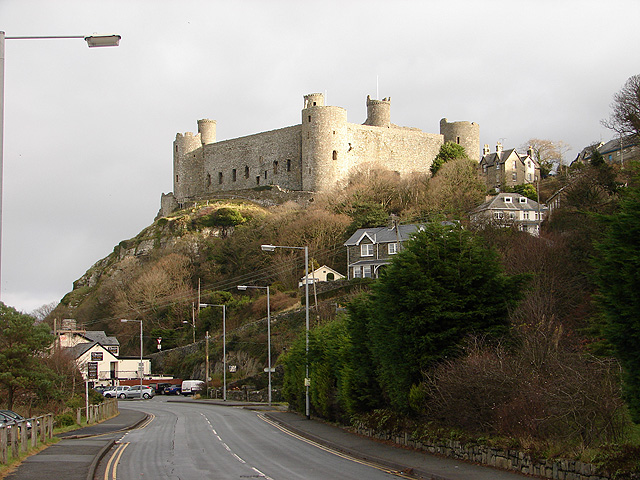
Вид с шоссе A496
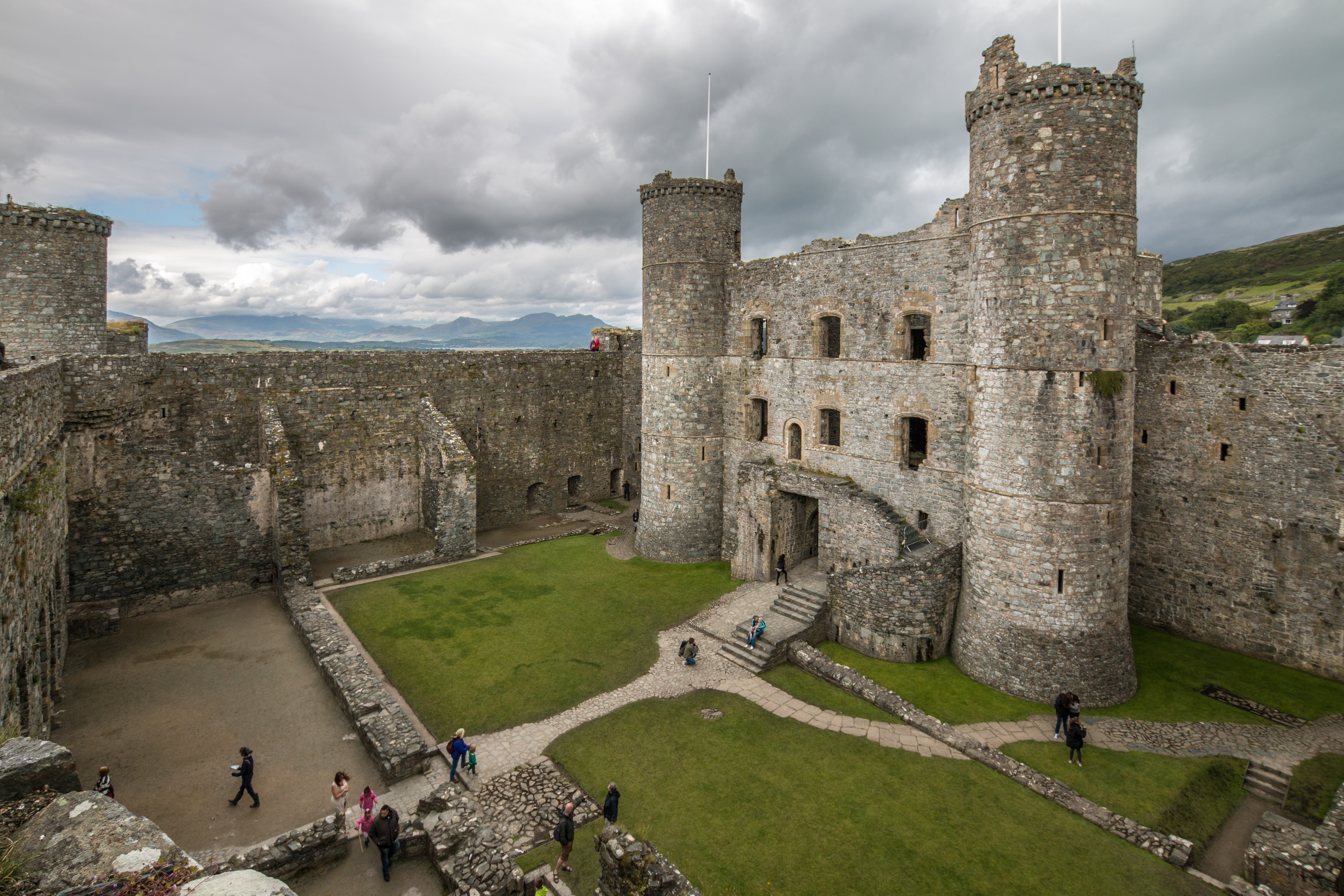
Крепостные стены и внутренний двор